# Eurytoma karnatakensis
Eurytoma karnatakensis är en stekelart som beskrevs av Durgadas Mukerjee 1981. Eurytoma karnatakensis ingår i släktet Eurytoma och familjen kragglanssteklar. Inga underarter finns listade i Catalogue of Life.